# Біатлон на зимових Азійських іграх 1986
Змагання з біатлону на зимових Азійських Іграх 1986 проводилися в Саппоро (Японія) з 3 по 7 березня у парку Макоманай. Було розіграно 3 комплекти нагород. Змагання проводилися лише серед чоловіків.

## Медалісти
| Дисципліна           | Золото                                                     | Срібло               | Бронза                                                      |
| -------------------- | ---------------------------------------------------------- | -------------------- | ----------------------------------------------------------- |
| 10 км, спринт        | Коїчі Сато Японія                                          | Льйов Хонгванг Китай | Ісао Ямасе Японія                                           |
| 20 км, індивідуальна | Ісао Ямасе Японія                                          | Коїчі Сато Японія    | Льйов Хонгванг Китай                                        |
| 4 × 7,5 км, естафета | Японія Ісао Ямасе Коїчі Сато Хірохіде Сато Тадаші Накамура | Китай                | Південна Корея Кан Те Су Хон Бьон Сі Ян Йон Сі Хван Бьон Де |

## Таблиця медалей
| Місце                      | Країна         | Золото | Срібло | Бронза | Загалом |
| -------------------------- | -------------- | ------ | ------ | ------ | ------- |
| 1                          | Японія         | 4      | 3      | 0      | 7       |
| 2                          | Південна Корея | 0      | 1      | 1      | 2       |
| 3                          | Китай          | 0      | 0      | 2      | 2       |
| 4                          | Північна Корея | 0      | 0      | 1      | 1       |
| Разом                      | Разом          | 4      | 4      | 4      | 12      |
| Примітка: приймаюча країна |                |        |        |        |         |

## Результати

### 10км, спринт
5 березня
| Місце | Атлет                | Час     |
| ----- | -------------------- | ------- |
| 1     | Коїчі Сато Японія    | 32.22.6 |
| 2     | Льйов Хонгванг Китай | 33.10.1 |
| 3     | Ісао Ямасе Японія    | 33.14.0 |

### 20км, індивідуальні
3 березня
| Місце | Атлет                | Час       |
| ----- | -------------------- | --------- |
| 1     | Ісао Ямасе Японія    | 1:13.05.9 |
| 2     | Коїчі Сато Японія    | 1:14.14.9 |
| 3     | Хірохіде Сато Японія | 1:16.16.6 |
| 3     | Льйов Хонгванг Китай | 1:17.21.7 |
| 1.    |                      |           |

### 4 × 7,5км, естафета
7 березня
| Місце | Атлет                                                       | Час       |
| ----- | ----------------------------------------------------------- | --------- |
| 1     | Японія Ісао Ямасе Коїчі Сато Хірохіде Сато Тадаші Накамура  | 1:36.02.0 |
| 2     | Китай                                                       | 1:41.20.9 |
| 3     | Південна Корея Кан Те Су Хон Бьон Сі Ян Йон Сі Хван Бьон Де | 1:17.21.7 |